# Danh sách cầu thủ tham dự giải vô địch bóng đá U-22 Đông Nam Á 2019
Dưới đây là các đội hình cho Giải vô địch bóng đá U-22 Đông Nam Á 2019, diễn ra từ ngày 17 đến ngày 26 tháng 2 năm 2019.

## Bảng A

### Thái Lan
Huấn luyện viên:  Alexandre Gama
Đội hình cuối cùng được công bố vào ngày 4 tháng 2 năm 2019.
| Số | VT | Cầu thủ                         | Ngày sinh (tuổi)            | Trận | Bàn | Câu lạc bộ        |
| -- | -- | ------------------------------- | --------------------------- | ---- | --- | ----------------- |
| 1  | TM | Korraphat Nareechan             | 7 tháng 10, 1997 (21 tuổi)  |      |     | Khonkaen          |
| 26 | TM | Kritsawat Kongkot               | 26 tháng 7, 1999 (19 tuổi)  |      |     | Chainat Hornbill  |
| 30 | TM | Jack Krause                     | 24 tháng 6, 1997 (21 tuổi)  |      |     | Sukhothai         |
|    |    |                                 |                             |      |     |                   |
| 2  | HV | Sampan Kesi                     | 3 tháng 7, 1999 (19 tuổi)   |      |     | Phuket City       |
| 3  | HV | Kritsada Nontharat              | 1 tháng 2, 2001 (18 tuổi)   |      |     | Bangkok United    |
| 4  | HV | Chatchai Saengdao               | 11 tháng 1, 1997 (22 tuổi)  |      |     | Muangthong United |
| 5  | HV | Sarayut Sompim                  | 23 tháng 3, 1997 (21 tuổi)  |      |     | PTT Rayong        |
| 6  | HV | Kittitach Praniti               | 30 tháng 4, 1999 (19 tuổi)  |      |     | Phuket City       |
| 12 | HV | Kittipong Sansanit              | 22 tháng 3, 1999 (19 tuổi)  |      |     | Muangthong United |
| 15 | HV | Saringkan Promsupa (Đội trưởng) | 29 tháng 3, 1997 (21 tuổi)  |      |     | Muangthong United |
| 22 | HV | Marco Ballini                   | 12 tháng 6, 1998 (20 tuổi)  |      |     | Chainat Hornbill  |
| 26 | HV | Patcharapol Intanee             | 12 tháng 10, 1998 (20 tuổi) |      |     | Muangthong United |
|    |    |                                 |                             |      |     |                   |
| 11 | TV | Jedsadakorn Kowngam             | 13 tháng 3, 1997 (21 tuổi)  |      |     | Army United       |
| 13 | TV | Jaroensak Wonggorn              | 18 tháng 5, 1997 (21 tuổi)  |      |     | Samut Prakan City |
| 16 | TV | Anon Samakorn                   | 13 tháng 7, 1998 (20 tuổi)  |      |     | Port              |
| 17 | TV | Sakunchai Saengthopho           | 7 tháng 6, 1999 (19 tuổi)   |      |     | Muangthong United |
| 21 | TV | Techin Muktarakosa              | 18 tháng 4, 1997 (21 tuổi)  |      |     | Bangkok United    |
| 23 | TV | Narachai Intha-naka             | 27 tháng 7, 1999 (19 tuổi)  |      |     | Chiangmai         |
| 24 | TV | Tanpisit Kukalamo               | 23 tháng 8, 1997 (21 tuổi)  |      |     | Ubon United       |
| 25 | TV | Reungyos Janchaichit            | 20 tháng 7, 1998 (20 tuổi)  |      |     | Muangthong United |
|    |    |                                 |                             |      |     |                   |
| 9  | TĐ | Ritthidet Pensawat              | 21 tháng 3, 1997 (21 tuổi)  |      |     | Phuket City       |
| 10 | TĐ | Korrawit Tasa                   | 7 tháng 4, 2000 (18 tuổi)   |      |     | Muangthong United |
| 29 | TĐ | Srihanart Suttisak              | 30 tháng 1, 1998 (21 tuổi)  |      |     | Udon Thani        |

### Philippines
Huấn luyện viên:  Salvador Salvacion
Đội hình cuối cùng được công bố vào ngày 15 tháng 2 năm 2019.
| Số | VT | Cầu thủ                 | Ngày sinh (tuổi)            | Trận | Bàn | Câu lạc bộ                           |
| -- | -- | ----------------------- | --------------------------- | ---- | --- | ------------------------------------ |
| 1  | TM | Alexandre Arcilla       | 2 tháng 4, 1998 (20 tuổi)   |      |     | Ateneo de Manila University          |
| 3  | TM | Michael Asong           | 3 tháng 10, 1998 (20 tuổi)  |      |     | San Beda University                  |
| 22 | TM | Kenry Balobo            | 22 tháng 9, 1998 (20 tuổi)  |      |     | San Beda University                  |
|    |    |                         |                             |      |     |                                      |
| 2  | HV | Jordan Jarvis           | 17 tháng 4, 1998 (20 tuổi)  |      |     | Eastern                              |
| 4  | HV | Major Ebarle            | 20 tháng 4, 1998 (20 tuổi)  |      |     | Kaya F.C.–Iloilo                     |
| 5  | HV | James Mansueto          | 19 tháng 9, 1998 (20 tuổi)  |      |     | Lyceum of the Philippines University |
| 12 | HV | Jose Miguel Clarino     | 1 tháng 2, 1997 (22 tuổi)   |      |     | University of the Philippines        |
| 13 | HV | Ray Sanciangco          | 22 tháng 1, 1998 (21 tuổi)  |      |     | University of the Philippines        |
| 14 | HV | Winces Balbino          | 11 tháng 2, 1997 (22 tuổi)  |      |     | Lyceum of the Philippines University |
| 15 | HV | Lawrence Baguio         | 21 tháng 5, 1998 (20 tuổi)  |      |     | De La Salle–College of Saint Benilde |
| 16 | HV | Banjo Mahinay           | 16 tháng 2, 1997 (22 tuổi)  |      |     | Lyceum of the Philippines University |
| 21 | HV | William Grierson        | 27 tháng 4, 1998 (20 tuổi)  |      |     | Ateneo de Manila University          |
|    |    |                         |                             |      |     |                                      |
| 8  | TV | Jeremiah Borlongan      | 8 tháng 12, 1998 (20 tuổi)  |      |     | University of the Philippines        |
| 9  | TV | Christian Lapas         | 10 tháng 11, 1998 (20 tuổi) |      |     | University of the Philippines        |
| 10 | TV | Dylan de Bruycker       | 5 tháng 12, 1997 (21 tuổi)  |      |     | Ceres–Negros                         |
| 11 | TV | Mark Winhoffer          | 1 tháng 3, 1999 (19 tuổi)   |      |     | Yale University                      |
| 17 | TV | Kyle Magdato            | 10 tháng 7, 1998 (20 tuổi)  |      |     | University of the Philippines        |
| 23 | TV | Earl Laguerta           | 23 tháng 3, 1997 (21 tuổi)  |      |     | De La Salle–College of Saint Benilde |
| 24 | TV | Vincent Lovitos         | 22 tháng 8, 1998 (20 tuổi)  |      |     | De La Salle–College of Saint Benilde |
| 28 | TV | Daniel Saavedra         | 26 tháng 7, 1997 (21 tuổi)  |      |     | University of the Philippines        |
| 30 | TV | Jumbel Guinabang        | 18 tháng 7, 1996 (22 tuổi)  |      |     | Arellano University                  |
|    |    |                         |                             |      |     |                                      |
| 7  | TĐ | Troy Limbo (Đội trưởng) | 17 tháng 11, 1997 (21 tuổi) |      |     | Sunderland RCA                       |
| 18 | TĐ | Rico Andes              | 14 tháng 3, 1998 (20 tuổi)  |      |     | National University                  |

### Đông Timor
Huấn luyện viên:  Tsukitate Norio
| Số | VT | Cầu thủ                  | Ngày sinh (tuổi)            | Trận | Bàn | Câu lạc bộ   |
| -- | -- | ------------------------ | --------------------------- | ---- | --- | ------------ |
| 1  | TM | Aderito Raul Fernandes   | 15 tháng 5, 1997 (21 tuổi)  |      |     | Ponta Leste  |
| 12 | TM | Fernando Da Costa        | 18 tháng 6, 2000 (18 tuổi)  |      |     | Đông Timor   |
| 20 | TM | Georgino Da Silva        | 16 tháng 3, 2002 (16 tuổi)  |      |     | Đông Timor   |
|    |    |                          |                             |      |     |              |
| 2  | HV | Julião                   | 2 tháng 7, 1998 (20 tuổi)   |      |     | Boavista     |
| 3  | HV | José Silva               | 24 tháng 4, 1998 (20 tuổi)  |      |     | Boavista     |
| 4  | HV | Candido                  | 2 tháng 12, 1997 (21 tuổi)  |      |     | Ponta Leste  |
| 5  | HV | Joao Panji               | 29 tháng 10, 2000 (18 tuổi) |      |     | Assalam      |
| 13 | HV | Gumario Augusto          | 18 tháng 10, 2001 (17 tuổi) |      |     | Boavista     |
| 22 | HV | Nelson Viegas            | 24 tháng 12, 1999 (19 tuổi) |      |     | Đông Timor   |
|    |    |                          |                             |      |     |              |
| 6  | TV | José Oliveira            | 28 tháng 10, 1997 (21 tuổi) |      |     | SLB Laulara  |
| 8  | TV | Mouzinho Lima            | 26 tháng 6, 2002 (16 tuổi)  |      |     | Đông Timor   |
| 9  | TV | Rivaldo Correia          | 13 tháng 3, 2000 (18 tuổi)  |      |     | Đông Timor   |
| 11 | TV | Gelvánio Angelo          | 8 tháng 10, 1998 (20 tuổi)  |      |     | Karketu Dili |
| 14 | TV | Kornelis Nahak           | 12 tháng 1, 2001 (18 tuổi)  |      |     | Đông Timor   |
| 16 | TV | Yohanes Gusmão           | 1 tháng 10, 2000 (18 tuổi)  |      |     | SLB Laulara  |
| 17 | TV | Expedito Soares          | 11 tháng 10, 2002 (16 tuổi) |      |     | Đông Timor   |
| 18 | TV | Filomeno Junior          | 5 tháng 8, 2000 (18 tuổi)   |      |     | Đông Timor   |
| 19 | TV | Feliciano Goncalves      | 11 tháng 2, 1997 (22 tuổi)  |      |     | Đông Timor   |
| 23 | TV | Osvaldo Belo             | 18 tháng 10, 2000 (18 tuổi) |      |     | Karketu Dili |
|    |    |                          |                             |      |     |              |
| 7  | TĐ | Rufino Gama (Đội trưởng) | 20 tháng 6, 1998 (20 tuổi)  |      |     | Karketu Dili |
| 10 | TĐ | Henrique Cruz            | 6 tháng 12, 1997 (21 tuổi)  |      |     | Boavista     |
| 21 | TĐ | Frangcyatma Alves        | 27 tháng 1, 1997 (22 tuổi)  |      |     | Đông Timor   |

### Việt Nam
Huấn luyện viên:  Nguyễn Quốc Tuấn
Đội hình cuối cùng được công bố vào ngày 14 tháng 2 năm 2019.
| Số | VT | Cầu thủ                     | Ngày sinh (tuổi)            | Trận | Bàn | Câu lạc bộ            |
| -- | -- | --------------------------- | --------------------------- | ---- | --- | --------------------- |
| 1  | TM | Y Êli Niê                   | 8 tháng 1, 2001 (18 tuổi)   |      |     | Hoàng Anh Gia Lai     |
| 13 | TM | Dương Tùng Lâm              | 22 tháng 5, 1999 (19 tuổi)  |      |     | Hà Nội B              |
| 23 | TM | Phan Văn Biểu               | 12 tháng 3, 1998 (20 tuổi)  |      |     | SHB Đà Nẵng           |
|    |    |                             |                             |      |     |                       |
| 2  | HV | Ngô Tùng Quốc               | 27 tháng 1, 1998 (21 tuổi)  |      |     | Thành phố Hồ Chí Minh |
| 3  | HV | Trường Dũ Đạt               | 25 tháng 7, 1997 (21 tuổi)  |      |     | Becamex Bình Dương    |
| 4  | HV | Nguyễn Văn Đạt              | 22 tháng 5, 1998 (20 tuổi)  |      |     | Hà Nội B              |
| 14 | HV | Dụng Quang Nho              | 1 tháng 1, 2000 (19 tuổi)   |      |     | Hoàng Anh Gia Lai     |
| 16 | HV | Nguyễn Văn Hạnh             | 4 tháng 4, 1998 (20 tuổi)   |      |     | Hải Phòng             |
| 20 | HV | Bùi Hoàng Việt Anh          | 1 tháng 1, 1999 (20 tuổi)   |      |     | Hà Nội B              |
| 21 | HV | Nguyễn Hùng Thiện Đức       | 8 tháng 12, 1999 (19 tuổi)  |      |     | Becamex Bình Dương    |
| 22 | TV | Lê Văn Xuân                 | 27 tháng 2, 1999 (19 tuổi)  |      |     | Hà Nội B              |
|    |    |                             |                             |      |     |                       |
| 6  | TV | Bùi Tiến Dụng               | 23 tháng 11, 1998 (20 tuổi) |      |     | SHB Đà Nẵng           |
| 10 | TV | Trần Bảo Toàn               | 14 tháng 7, 2000 (18 tuổi)  |      |     | Hoàng Anh Gia Lai     |
| 11 | TV | Tống Anh Tỳ                 | 24 tháng 1, 1997 (22 tuổi)  |      |     | Becamex Bình Dương    |
| 12 | TV | Lương Hoàng Nam             | 2 tháng 3, 1997 (21 tuổi)   |      |     | Hoàng Anh Gia Lai     |
| 15 | TV | Nguyễn Hữu Thắng            | 19 tháng 5, 2000 (18 tuổi)  |      |     | Huế                   |
| 17 | TV | Phan Thanh Hậu              | 12 tháng 1, 1997 (22 tuổi)  |      |     | Hoàng Anh Gia Lai     |
| 18 | TV | Nguyễn Hoàng Duy            | 4 tháng 6, 1999 (19 tuổi)   |      |     | Đồng Tháp             |
|    |    |                             |                             |      |     |                       |
| 5  | TĐ | Trần Đức Nam                | 12 tháng 11, 1998 (20 tuổi) |      |     | Hà Nội B              |
| 7  | TĐ | Lê Minh Binh                | 25 tháng 12, 1999 (19 tuổi) |      |     | Hoàng Anh Gia Lai     |
| 8  | TĐ | Trần Thanh Sơn (Đội trưởng) | 30 tháng 12, 1997 (21 tuổi) |      |     | Hoàng Anh Gia Lai     |
| 9  | TĐ | Lê Xuân Tú                  | 6 tháng 9, 1999 (19 tuổi)   |      |     | Hà Nội B              |
| 19 | TĐ | Trần Danh Trung             | 3 tháng 10, 2000 (18 tuổi)  |      |     | Huế                   |

## Bảng B

### Campuchia
Huấn luyện viên:  Félix Dalmás
| Số | VT | Cầu thủ                    | Ngày sinh (tuổi)            | Trận | Bàn | Câu lạc bộ            |
| -- | -- | -------------------------- | --------------------------- | ---- | --- | --------------------- |
| 1  | TM | Keo Soksela                | 1 tháng 8, 1997 (21 tuổi)   |      |     | Visakha               |
| 22 | TM | Hul Kimhuy                 | 7 tháng 4, 2000 (18 tuổi)   |      |     | Boeung Ket            |
| 25 | TM | Saveng Samnang             | 15 tháng 10, 2000 (18 tuổi) |      |     | Phnom Penh Crown      |
|    |    |                            |                             |      |     |                       |
| 2  | HV | Ken Chansopheak            | 15 tháng 6, 1998 (20 tuổi)  |      |     | Phnom Penh Crown      |
| 3  | HV | Sath Rosib                 | 7 tháng 7, 1997 (21 tuổi)   |      |     | Boeung Ket            |
| 4  | HV | Ly Vahed                   | 26 tháng 12, 1998 (20 tuổi) |      |     | Boeung Ket            |
| 6  | HV | Seut Baraing               | 29 tháng 9, 1999 (19 tuổi)  |      |     | Phnom Penh Crown      |
| 15 | HV | Yue Safy                   | 8 tháng 11, 2000 (18 tuổi)  |      |     | Phnom Penh Crown      |
| 19 | HV | Cheng Meng                 | 27 tháng 2, 1998 (20 tuổi)  |      |     | Visakha               |
| 27 | HV | Ouk Sovann                 | 15 tháng 5, 1998 (20 tuổi)  |      |     | Phnom Penh Crown      |
| 28 | HV | Chhong Bunnath             | 28 tháng 11, 1998 (20 tuổi) |      |     | Angkor Tiger          |
| 33 | HV | Sin Sophanat               | 20 tháng 4, 1997 (21 tuổi)  |      |     | Visakha               |
|    |    |                            |                             |      |     |                       |
| 8  | TV | Orn Chanpolin (Đội trưởng) | 15 tháng 3, 1998 (20 tuổi)  |      |     | Phnom Penh Crown      |
| 11 | TV | Mat Sakrovy                | 5 tháng 11, 1998 (20 tuổi)  |      |     | Visakha               |
| 12 | TV | Teath Kimheng              | 1 tháng 5, 2000 (18 tuổi)   |      |     | Visakha               |
| 14 | TV | Tes Sambath                | 20 tháng 10, 2000 (18 tuổi) |      |     | Boeung Ket            |
| 18 | TV | Brak Thiva                 | 5 tháng 12, 1998 (20 tuổi)  |      |     | Phnom Penh Crown      |
| 20 | TV | Yeu Muslim                 | 25 tháng 12, 1998 (20 tuổi) |      |     | Phnom Penh Crown      |
| 23 | TV | In Sodavid                 | 2 tháng 7, 1998 (20 tuổi)   |      |     | Phnom Penh Crown      |
|    |    |                            |                             |      |     |                       |
| 7  | TĐ | Sin Kakada                 | 29 tháng 7, 2000 (18 tuổi)  |      |     | Visakha               |
| 9  | TĐ | Narong Kakada              | 5 tháng 7, 1999 (19 tuổi)   |      |     | National Defense      |
| 10 | TĐ | Khieng Menghour            | 1 tháng 6, 2000 (18 tuổi)   |      |     | Svay Rieng            |
| 17 | TĐ | Sieng Chanthea             | 9 tháng 9, 2002 (16 tuổi)   |      |     | Cambodia Academy Team |

### Myanmar
Huấn luyện viên:  Velizar Popov
| Số | VT | Cầu thủ                         | Ngày sinh (tuổi)            | Trận | Bàn | Câu lạc bộ         |
| -- | -- | ------------------------------- | --------------------------- | ---- | --- | ------------------ |
| 1  | TM | Soe Arkar                       | 1 tháng 10, 1997 (21 tuổi)  |      |     | Magwe              |
| 18 | TM | Phone Thit Sar Min (Đội trưởng) | 16 tháng 11, 1998 (20 tuổi) |      |     | Shan United        |
| 23 | TM | Sann Sat Naing                  | 4 tháng 9, 1998 (20 tuổi)   |      |     | Yangon United      |
|    |    |                                 |                             |      |     |                    |
| 2  | HV | Hein Phyo Win                   | 19 tháng 9, 1998 (20 tuổi)  |      |     | Shan United        |
| 3  | HV | Zin Ye Naung                    | 12 tháng 8, 1997 (21 tuổi)  |      |     | ISPE               |
| 4  | HV | Win Moe Kyaw                    | 1 tháng 2, 1997 (22 tuổi)   |      |     | Magwe              |
| 5  | HV | Ye Yint Aung                    | 26 tháng 2, 1998 (20 tuổi)  |      |     | Yadanarbon         |
| 12 | HV | Aung Wunna Soe                  | 19 tháng 4, 2000 (18 tuổi)  |      |     | Yadanarbon         |
| 13 | HV | Ye Min Thu                      | 18 tháng 2, 1998 (20 tuổi)  |      |     | Shan United        |
| 15 | HV | Soe Moe Kyaw                    | 23 tháng 3, 1999 (19 tuổi)  |      |     | Ayeyawady United   |
| 16 | HV | Zwe Htet Min                    | 20 tháng 6, 2000 (18 tuổi)  |      |     | Shan United        |
|    |    |                                 |                             |      |     |                    |
| 6  | TV | Nan Htike Zaw                   | 3 tháng 6, 1999 (19 tuổi)   |      |     | Ayeyawady United   |
| 7  | TV | Lwin Moe Aung                   | 10 tháng 12, 1999 (19 tuổi) |      |     | Ayeyawady United   |
| 8  | TV | Myat Kaung Khant                | 15 tháng 7, 2000 (18 tuổi)  |      |     | Yadanarbon         |
| 11 | TV | Hein Htet Aung                  | 5 tháng 10, 2001 (17 tuổi)  |      |     | Hanthawaddy United |
| 14 | TV | Myat Htun Thit                  | 3 tháng 9, 2000 (18 tuổi)   |      |     | Magwe              |
| 17 | TV | Aung Naing Win                  | 1 tháng 6, 1997 (21 tuổi)   |      |     | Yadanarbon         |
| 19 | TV | Soe Lwin Lwin                   | 13 tháng 8, 1998 (20 tuổi)  |      |     | Magwe              |
| 20 | TV | Zayar Naing                     | 28 tháng 8, 1998 (20 tuổi)  |      |     | Magwe              |
| 21 | TV | Zwe Thet Paing                  | 28 tháng 11, 1998 (20 tuổi) |      |     | Shan United        |
|    |    |                                 |                             |      |     |                    |
| 9  | TĐ | Htet Phyo Wai                   | 21 tháng 1, 2000 (19 tuổi)  |      |     | Shan United        |
| 10 | TĐ | Win Naing Tun                   | 3 tháng 5, 2000 (18 tuổi)   |      |     | Yadanarbon         |
| 22 | TĐ | Hlwan Moe Oo                    | 4 tháng 3, 2000 (18 tuổi)   |      |     | Yangon United      |

### Malaysia
Huấn luyện viên:  Ong Kim Swee
Đội hình cuối cùng được công bố vào ngày 18 tháng 2 năm 2019.
| Số | VT | Cầu thủ                  | Ngày sinh (tuổi)            | Trận | Bàn | Câu lạc bộ            |
| -- | -- | ------------------------ | --------------------------- | ---- | --- | --------------------- |
| 1  | TM | Azri Ghani               | 30 tháng 4, 1999 (19 tuổi)  |      |     | Felda United          |
| 22 | TM | Damien Lim               | 15 tháng 2, 1997 (22 tuổi)  |      |     | Kelantan              |
| 23 | TM | Haziq Nadzli             | 6 tháng 1, 1998 (21 tuổi)   |      |     | Johor Darul Ta'zim    |
|    |    |                          |                             |      |     |                       |
| 2  | HV | Amirul Ashraf            | 22 tháng 1, 1998 (21 tuổi)  |      |     | UiTM                  |
| 3  | HV | Dominic Tan (Đội trưởng) | 12 tháng 3, 1997 (21 tuổi)  |      |     | Johor Darul Ta'zim    |
| 4  | HV | Ariff Ar-Rasyid          | 28 tháng 12, 1998 (20 tuổi) |      |     | PKNS                  |
| 5  | HV | Evan Wensley             | 8 tháng 8, 1998 (20 tuổi)   |      |     | Sabah                 |
| 12 | HV | Tasnim Fitri             | 19 tháng 1, 1999 (20 tuổi)  |      |     | Felda United          |
| 13 | HV | Dinesh Rajasingam        | 13 tháng 2, 1998 (21 tuổi)  |      |     | Pahang                |
| 14 | HV | Danish Haziq             | 12 tháng 9, 1997 (21 tuổi)  |      |     | Negeri Sembilan       |
| 15 | HV | Hariz Kamaruddin         | 2 tháng 7, 1997 (21 tuổi)   |      |     | Johor Darul Ta'zim II |
|    |    |                          |                             |      |     |                       |
| 6  | TV | Nabil Hakim              | 9 tháng 2, 1999 (20 tuổi)   |      |     | Kuala Lumpur          |
| 7  | TV | Nik Akif                 | 11 tháng 5, 1999 (19 tuổi)  |      |     | Kelantan              |
| 8  | TV | Shahrul Nizam            | 25 tháng 5, 1998 (20 tuổi)  |      |     | Kelantan              |
| 9  | TV | Thivandaran Karnan       | 8 tháng 3, 1999 (19 tuổi)   |      |     | PJ City               |
| 19 | TV | Danial Haqim             | 29 tháng 8, 1998 (20 tuổi)  |      |     | Kelantan              |
| 20 | TV | Nazirul Afif             | 20 tháng 4, 1997 (21 tuổi)  |      |     | Perak                 |
|    |    |                          |                             |      |     |                       |
| 10 | TĐ | Hadi Fayyadh             | 22 tháng 1, 2000 (19 tuổi)  |      |     | Fagiano Okayama       |
| 11 | TĐ | Jafri Firdaus            | 11 tháng 6, 1997 (21 tuổi)  |      |     | PKNS                  |
| 16 | TĐ | Ariusdius Jais           | 7 tháng 7, 1998 (20 tuổi)   |      |     | Sabah                 |
| 17 | TĐ | Nik Azli                 | 26 tháng 1, 1997 (22 tuổi)  |      |     | Kelantan              |
| 18 | TĐ | Izzan Syahmi             | 23 tháng 2, 1997 (21 tuổi)  |      |     | Terengganu            |
| 21 | TĐ | Kogileswaran Raj         | 21 tháng 9, 1998 (20 tuổi)  |      |     | Pahang                |

### Indonesia
Huấn luyện viên:  Indra Sjafri
Đội hình cuối cùng được công bố vào ngày 15 tháng 2 năm 2019.
| Số | VT | Cầu thủ                 | Ngày sinh (tuổi)            | Trận | Bàn | Câu lạc bộ         |
| -- | -- | ----------------------- | --------------------------- | ---- | --- | ------------------ |
| 1  | TM | Muhammad Riyandi        | 3 tháng 1, 2000 (19 tuổi)   | 0    | 0   | Barito Putera      |
| 12 | TM | Awan Setho              | 20 tháng 3, 1997 (21 tuổi)  | 4    | 0   | Bhayangkara        |
| 20 | TM | Satria Tama             | 23 tháng 1, 1997 (22 tuổi)  | 6    | 0   | Madura United      |
|    |    |                         |                             |      |     |                    |
| 2  | HV | Andy Setyo (Đội trưởng) | 16 tháng 9, 1997 (21 tuổi)  | 7    | 0   | TIRA-Persikabo     |
| 4  | HV | Nurhidayat              | 5 tháng 4, 1999 (19 tuổi)   | 0    | 0   | Bhayangkara        |
| 5  | HV | Bagas Adi               | 8 tháng 3, 1997 (21 tuổi)   | 4    | 0   | Bhayangkara        |
| 11 | HV | Firza Andika            | 11 tháng 5, 1999 (19 tuổi)  | 0    | 0   | Tubize             |
| 13 | HV | Rachmat Irianto         | 3 tháng 9, 1999 (19 tuổi)   | 0    | 0   | Persebaya Surabaya |
| 15 | HV | Fredyan Wahyu           | 11 tháng 4, 1998 (20 tuổi)  | 0    | 0   | PSMS Medan         |
| 16 | HV | Samuel Christianson     | 31 tháng 7, 1999 (19 tuổi)  | 0    | 0   | Sriwijaya          |
|    |    |                         |                             |      |     |                    |
| 6  | TV | M. Raffi Syarahil       | 15 tháng 11, 2000 (18 tuổi) | 0    | 0   | Barito Putera      |
| 7  | TV | Luthfi Kamal            | 1 tháng 3, 1999 (19 tuổi)   | 3    | 0   | Mitra Kukar        |
| 8  | TV | Witan Sulaeman          | 8 tháng 10, 2001 (17 tuổi)  | 3    | 0   | PPLP Ragunan       |
| 10 | TV | Osvaldo Haay            | 1 tháng 5, 1997 (21 tuổi)   | 17   | 2   | Persebaya          |
| 14 | TV | Asnawi Mangkualam       | 4 tháng 10, 1999 (19 tuổi)  | 5    | 0   | PSM Makassar       |
| 18 | TV | Gian Zola               | 5 tháng 8, 1998 (20 tuổi)   | 1    | 0   | Persib             |
| 19 | TV | Hanif Sjahbandi         | 7 tháng 4, 1997 (21 tuổi)   | 9    | 1   | Arema              |
| 21 | TV | I Kadek Agung Widnyana  | 25 tháng 6, 1998 (20 tuổi)  | 3    | 0   | Bali United        |
| 22 | TV | Todd Rivaldo Ferre      | 15 tháng 3, 1999 (19 tuổi)  | 3    | 0   | Persipura          |
| 23 | TV | Sani Rizki Fauzi        | 7 tháng 1, 1998 (21 tuổi)   | 3    | 0   | Bhayangkara        |
|    |    |                         |                             |      |     |                    |
| 9  | TĐ | Dimas Drajad            | 30 tháng 3, 1997 (21 tuổi)  | 4    | 0   | TIRA-Persikabo     |
| 17 | TĐ | Billy Keraf             | 8 tháng 5, 1997 (21 tuổi)   | 4    | 0   | Persib             |
| 24 | TĐ | Marinus Wanewar         | 24 tháng 2, 1997 (21 tuổi)  | 6    | 2   | Persipura          |